# Lippia micromera
Lippia micromera är en verbenaväxtart som beskrevs av Johannes Conrad Schauer. Lippia micromera ingår i släktet Lippia och familjen verbenaväxter. Utöver nominatformen finns också underarten L. m. helleri.